# Nacionalismo valón

Bandera de Valonia.

El nacionalismo valón es una corriente política de Bélgica que aspira a un mayor autogobierno y, eventualmente, la independencia de Valonia o la unión con Francia.
Si bien el término nacionalismo puede revestir bien los aspectos y diseñar bien las actitudes políticas, en general, los militantes valones que han luchado por la autonomía de Valonia, como en el Discurso de Fernand Dehousse sobre el federalismo, el Congreso Nacional Valón rechazó y rechaza el nacionalismo. Por otra parte, los valones más autonomistas, como André Renard, han subordinado la lucha por Valonia a cuestiones específicamente sociales o sindicales, pero no siempre rechazan el término de nación.